# Wakefield (Nebraska)
Wakefield es una ciudad ubicada en el condado de Dixon en el estado estadounidense de Nebraska. En el Censo de 2010 tenía una población de 1451 habitantes y una densidad poblacional de 595,36 personas por km².

## Geografía
Wakefield se encuentra ubicada en las coordenadas 42°16′2″N 96°51′50″O / 42.26722, -96.86389. Según la Oficina del Censo de los Estados Unidos, Wakefield tiene una superficie total de 2.44 km², de la cual 2.25 km² corresponden a tierra firme y (7.55%) 0.18 km² es agua.

## Demografía
Según el censo de 2010, había 1451 personas residiendo en Wakefield. La densidad de población era de 595,36 hab./km². De los 1451 habitantes, Wakefield estaba compuesto por el 75.6% blancos, el 0.41% eran afroamericanos, el 0.48% eran amerindios, el 0.48% eran asiáticos, el 0.14% eran isleños del Pacífico, el 21.36% eran de otras razas y el 1.52% pertenecían a dos o más razas. Del total de la población el 33.63% eran hispanos o latinos de cualquier raza.